# علم الوظائف الكهربائية للأعضاء
علم الوظائف الكهربائية للأعضاء هو العلم الذي يبحث الصفات الكهربائية للخلايا والأنسجة الحيوية. يعتمد علم الوظائف الكهربائية للأعضاء على قياس التغيرات في الجهد الكهربائي أو التيار الكهربائي في درجات مختلفة، ابتداءً من قناة أيونية بروتينية واحدة حتى أعضاء كاملة مثل القلب. في علم الأعصاب، يشمل ذلك قياس النشاط الكهربائي للخلايا العصبية، وبالتحديد جهد الفعل. يمكننا كذلك ضم لمجموعة قياسات علم الوظائف الكهربائية للأعضاء تسجيلات الإشارات الكهربائية على نطاق واسع من الجهاز العصبي بشكل شامل، مثل تخطيط كهربية الدماغ.
يعتبر عالم الأحياء الروسي إيفان سيتشينوف مؤسس الفيزيولوجيا الكهربية والفزيولوجيا العصبية.